# Кош (село)
Кош (арм. Կոշ) — село в Армении в марзе Арагацотн. Расположенное на высоте 1250 метров над уровнем моря, в 18 км к северо-западу от областного центра города Аштарак

## История
В армянской историографии село упоминается как Кваш, под этим названием село было известно с ранних христианских времен. Согласно «Истории Армении» армянского автора Мовсеса Хоренаци (VI в.) в период царствования в Армении Аршака, в селе жил его отец — ослепленный армянский царь Тигран (339—345). После того как Тигран был убит своим сыном, его захоронили в данном поселении.
Армянский хронист XIII века Вардан Аревелци, сообщал что имелась украшенная резьбой гробница вардапета Петра. Согласно «Гeогpaфичeско-стaтистичecкому cлoваpю Рoссийcкой Импepии» изданному в 1865 году, в селе на тот момент проживало 349 человек, имелось 50 дворов и армянская церковь. В Коше похоронены Армянские католикосы Усик и Даниэл.

## Население
| Года        | 1831 | 1897 | 1926 | 1939 | 1959 | 1970 | 1989 | 2001 | 2004 | 2011 |
| Численность | 90   | 163  | 891  | 1218 | 1873 | 1911 | 1988 | 2756 | 3125 | 2513 |

| Год  | Численность | Численность |
| ---- | ----------- | ----------- |
| 1831 | 90          | [ 6 ]       |
| 1897 | 163         | [ 6 ]       |
| 1926 | 891         | [ 6 ]       |
| 1939 | 1218        | [ 6 ]       |
| 1959 | 1873        | [ 6 ]       |
| 1970 | 1911        | [ 6 ]       |
| 1978 | 1988        | [ 6 ]       |
| 2001 | 2756        | [ 6 ]       |
| 2004 | 3125        | [ 6 ]       |
| 2011 | 2513        | [ 7 ]       |

## Экономика
На сегодняшний день сельчане занимаются скотоводством, пчеловодством, овощеводством и плодоводством.

## Архитектурные памятники
В селе и в непосредственной от него близости, находится большое количество памятников архитектуры. Среди них остатки циклопической крепости 2-го тысячелетие до н.э. и поселения 1-го тысячелетия до н.э. На северо-восточном склоне ущелья находится церковь Сурб Степанос (VIIв.), построенная из желто-красного и коричневого туфа. Церковь покрыта большим количеством резных орнаментов. Ее интерьер  имеет множество фресок, из которых сравнительно хорошо сохранилось изображение прославления Христа в алтаре. К востоку от церкви, находятся основания стен часовни, построенной из красного туфа. На западе Коша - кладбище с хачкарами XIII века и небольшая часовня из каштанового туфа. На северо-западе - расположены останки средневекового  водохранилища, сооруженного из грубо обработанного базальта и известкового раствора. В северной части села на вершине холма находится Кошская крепость (XIIIв.). Рядом расположен  хачкар "крылатый крест" XIII века.  Кроме этого в поселении есть однодневные церкви Геворга (1891 г.) и Григория Просветителя (XIII в.) а также маслодавильня (XVIII в.). К югу от Коша, возле шоссе, находится памятник-хачкар (1195г.), посвященный освобождению Арагацотнского гавара от турок.

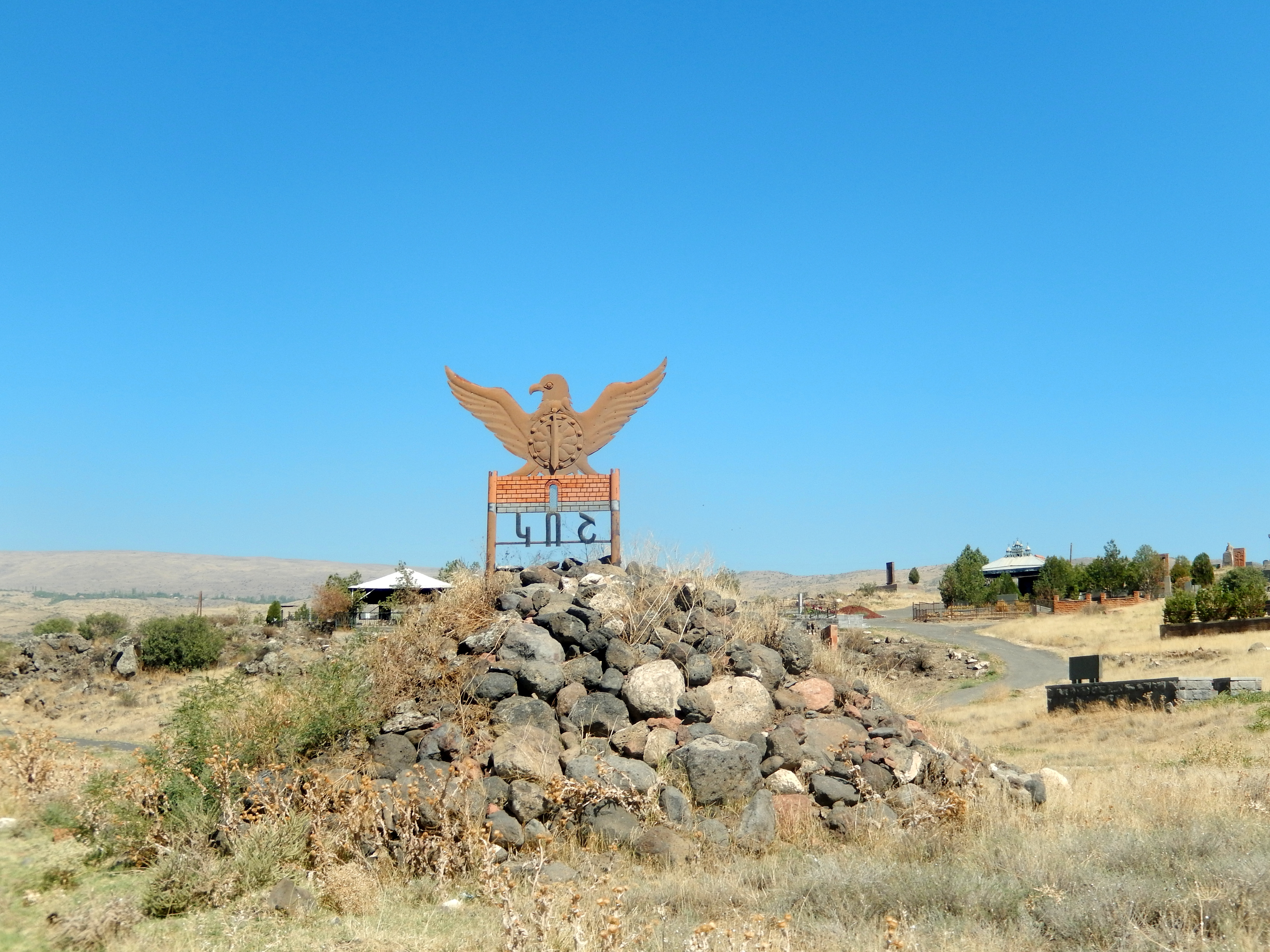
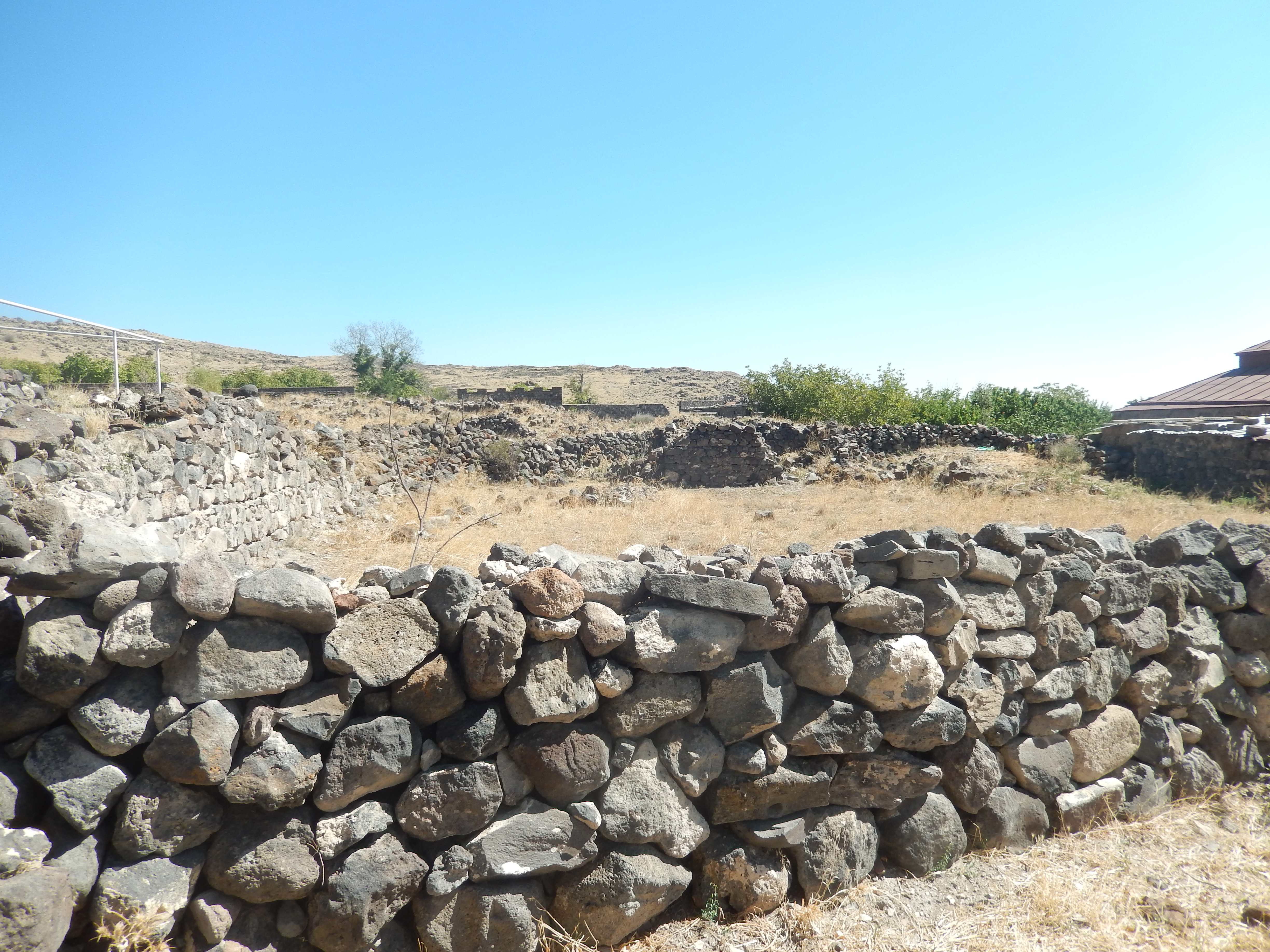
останки циклопической крепости
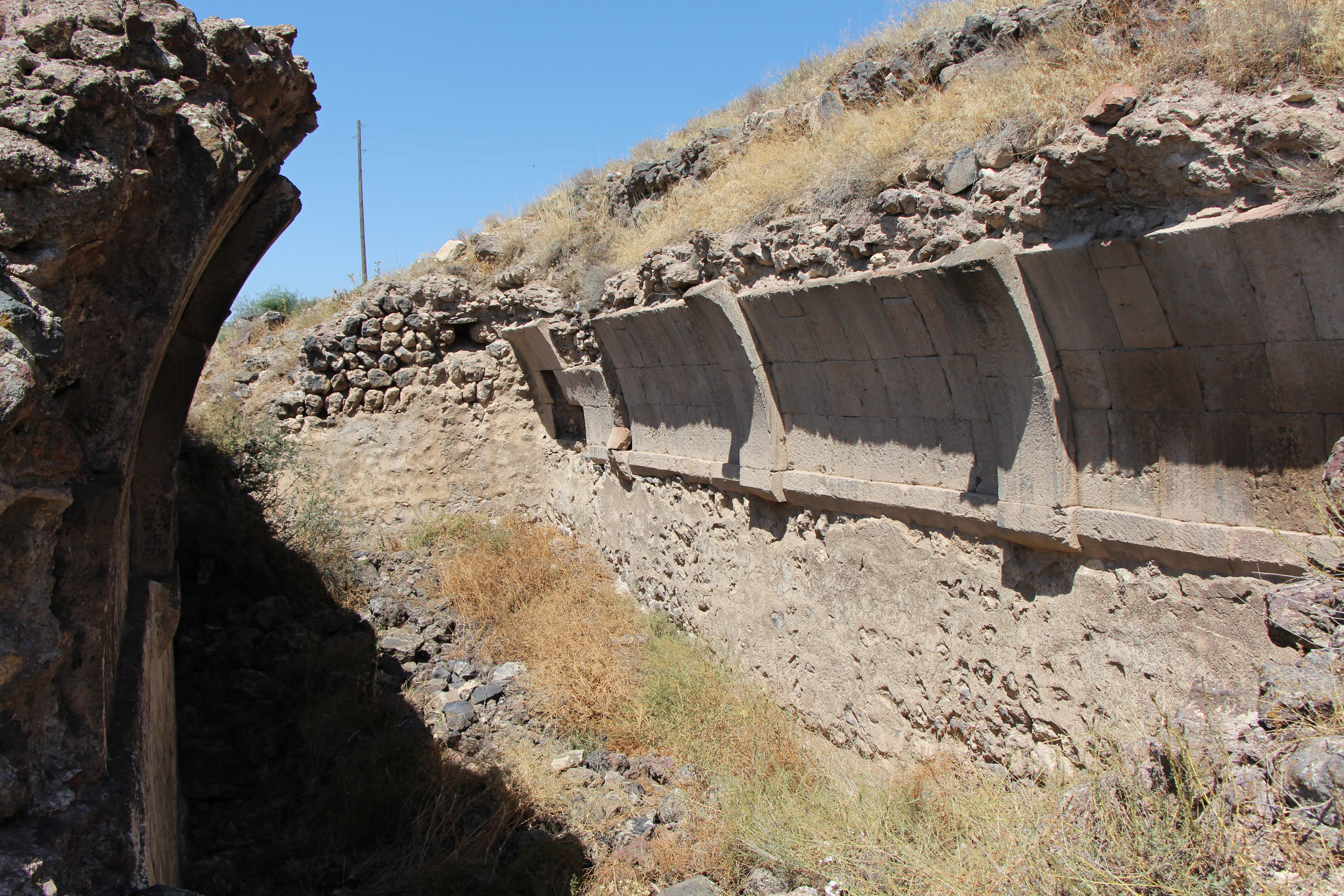
Останки водохранилища
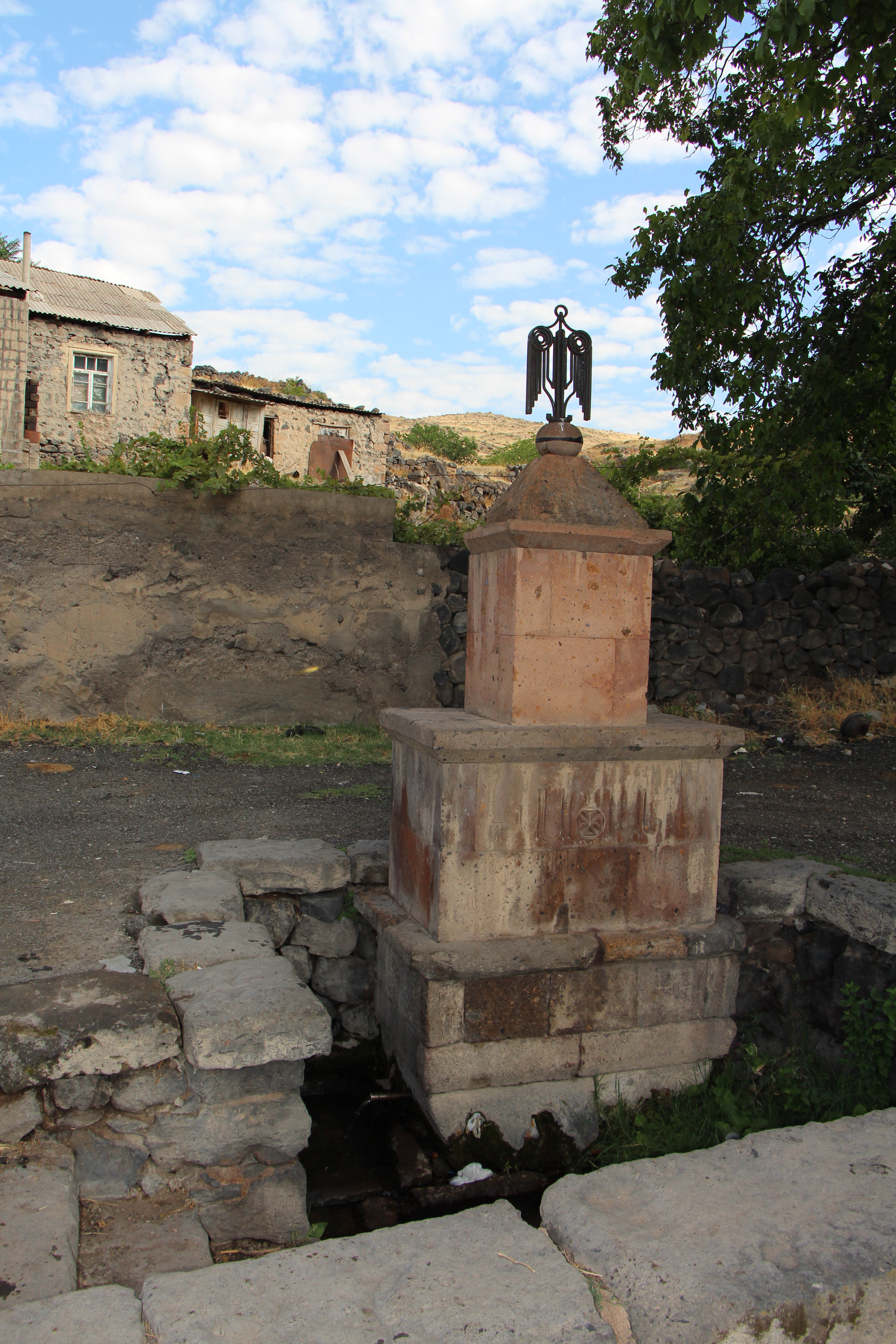
мемориал посвященный святому Вардану
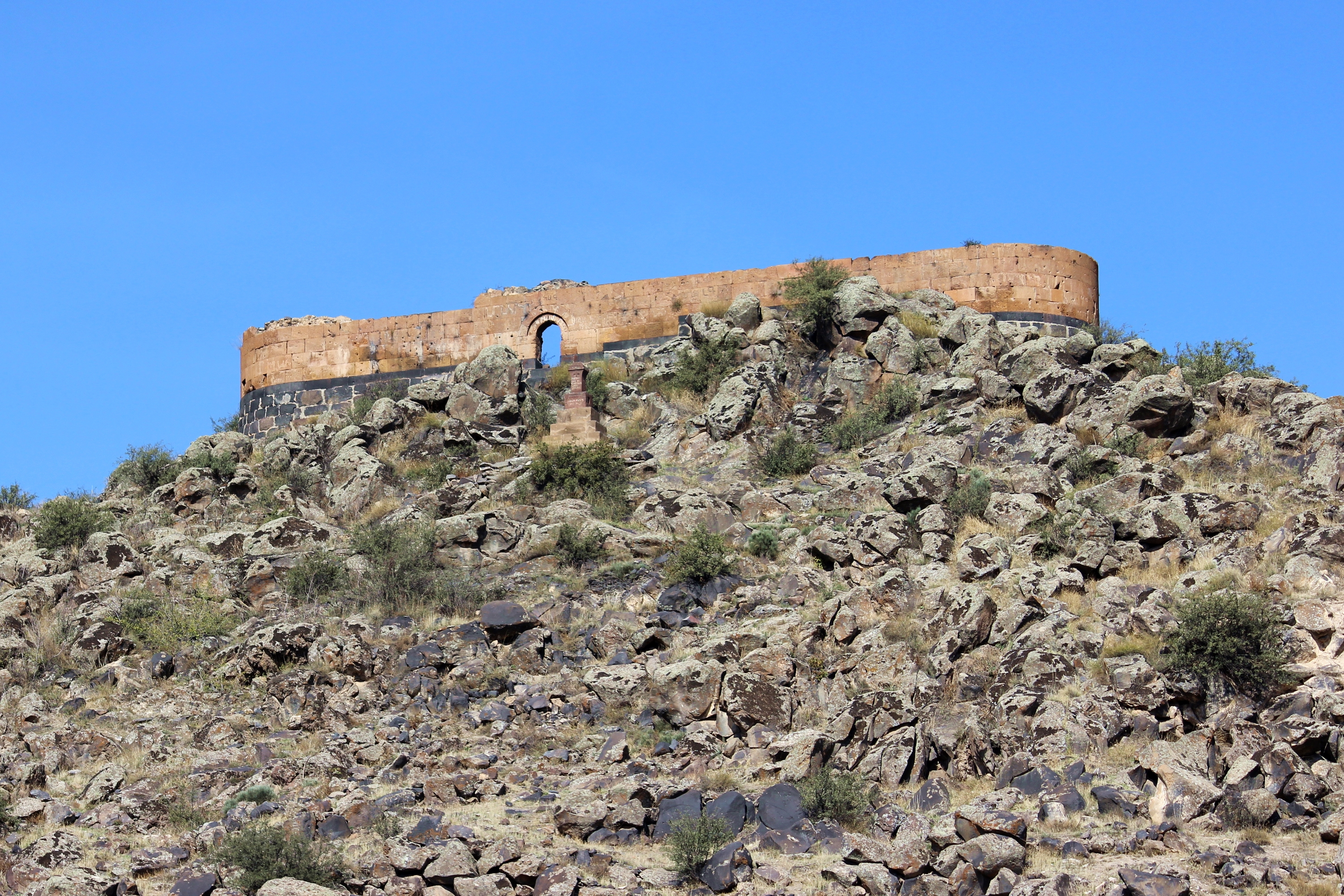
Кошская крепость (XIIIв.)
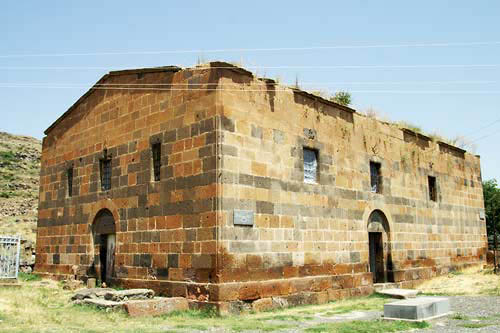
ц. Св. Геворга (1891 г.)
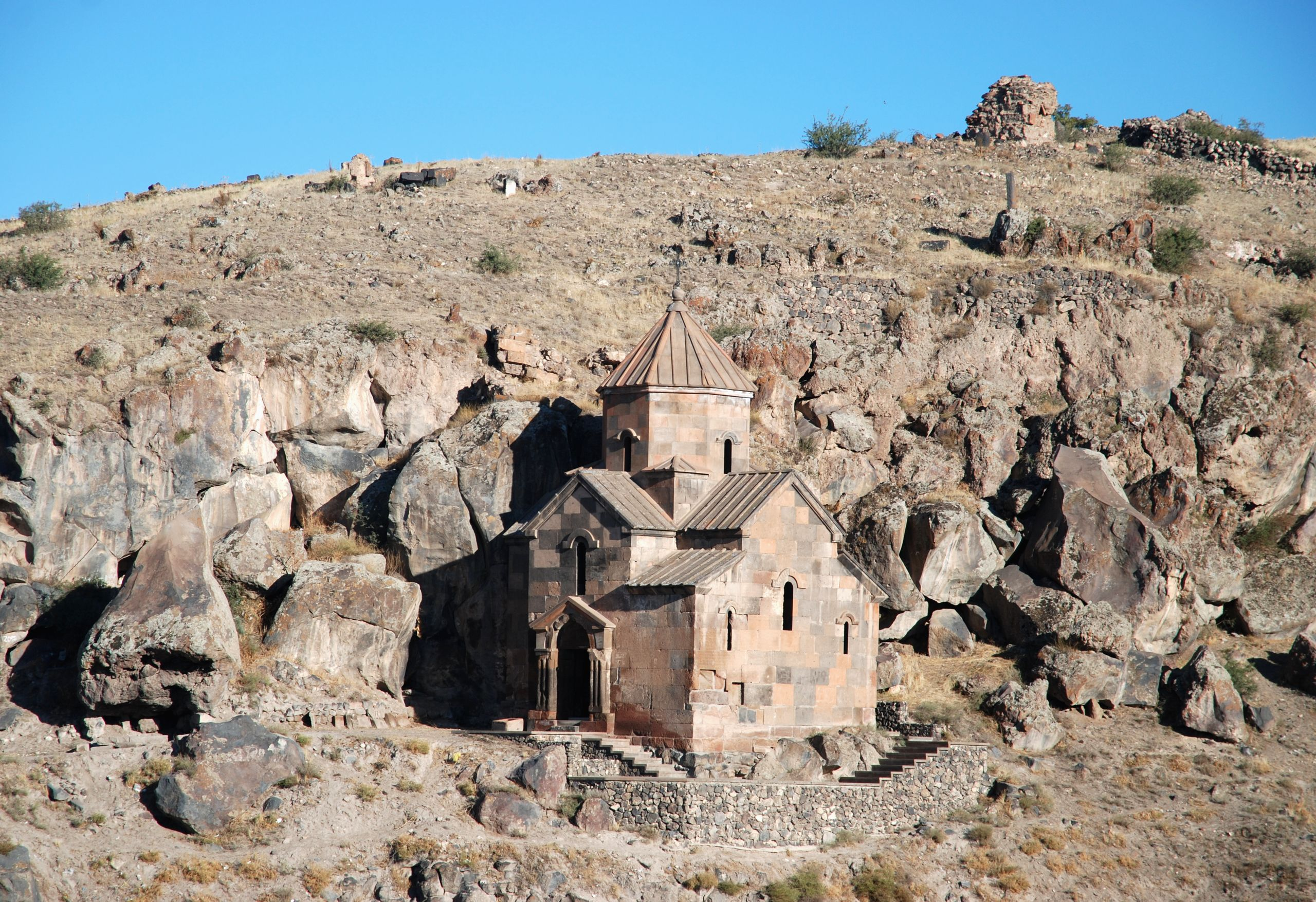
ц. Св.Степаноса (VIIв.)
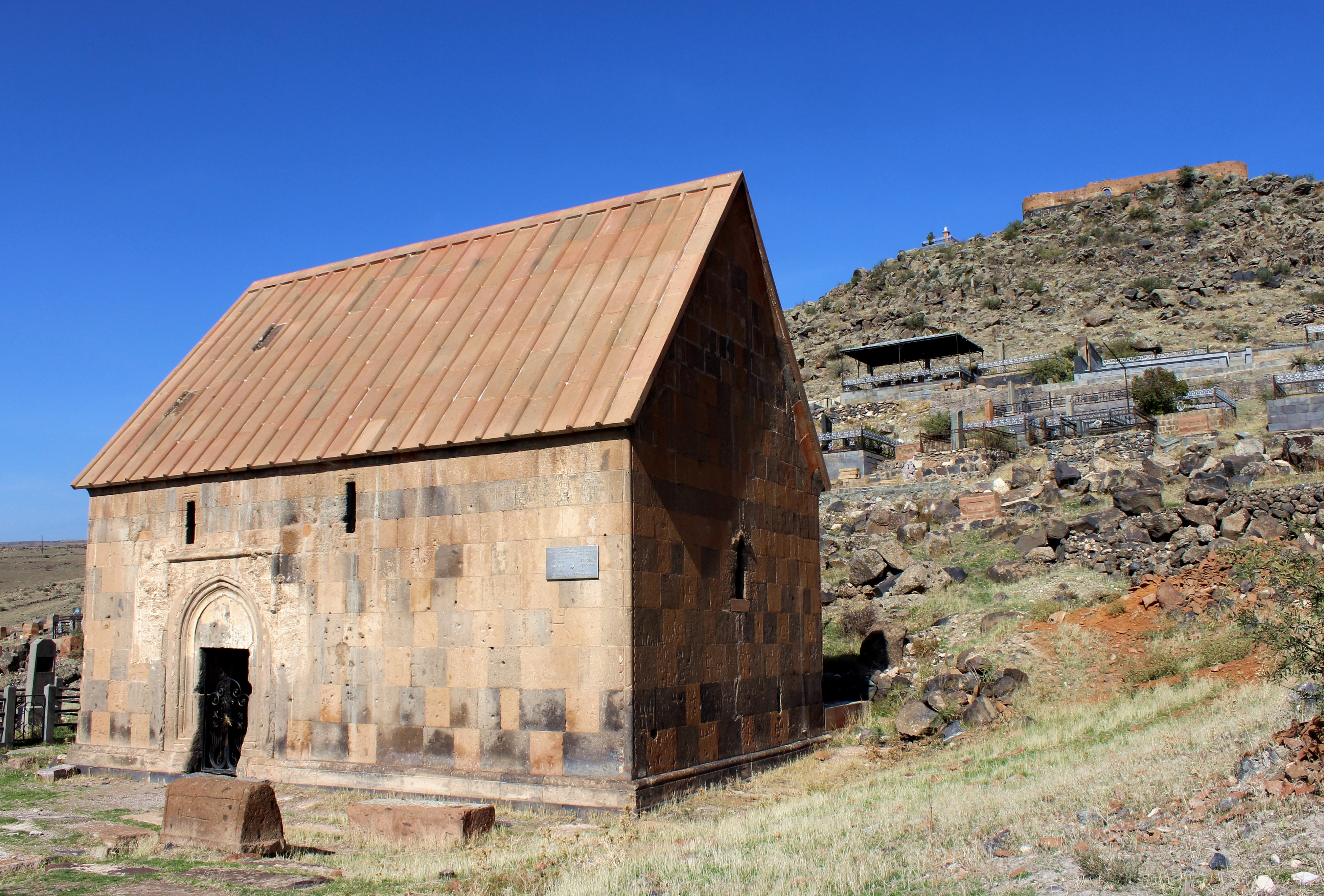
ц. Св.Григория (XIIIв.)
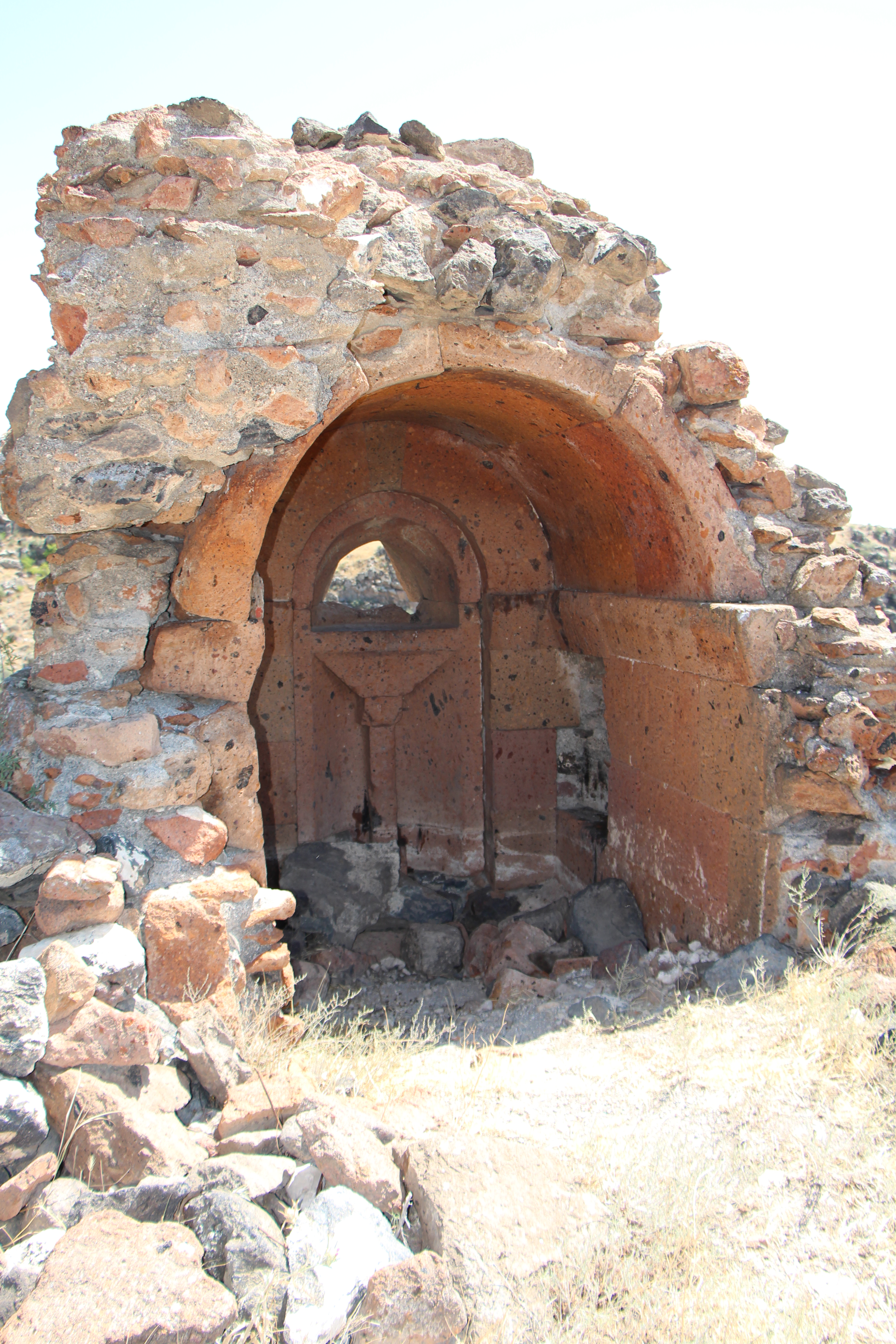
часовня близ ц.Св.Степаноса (VIIв.)
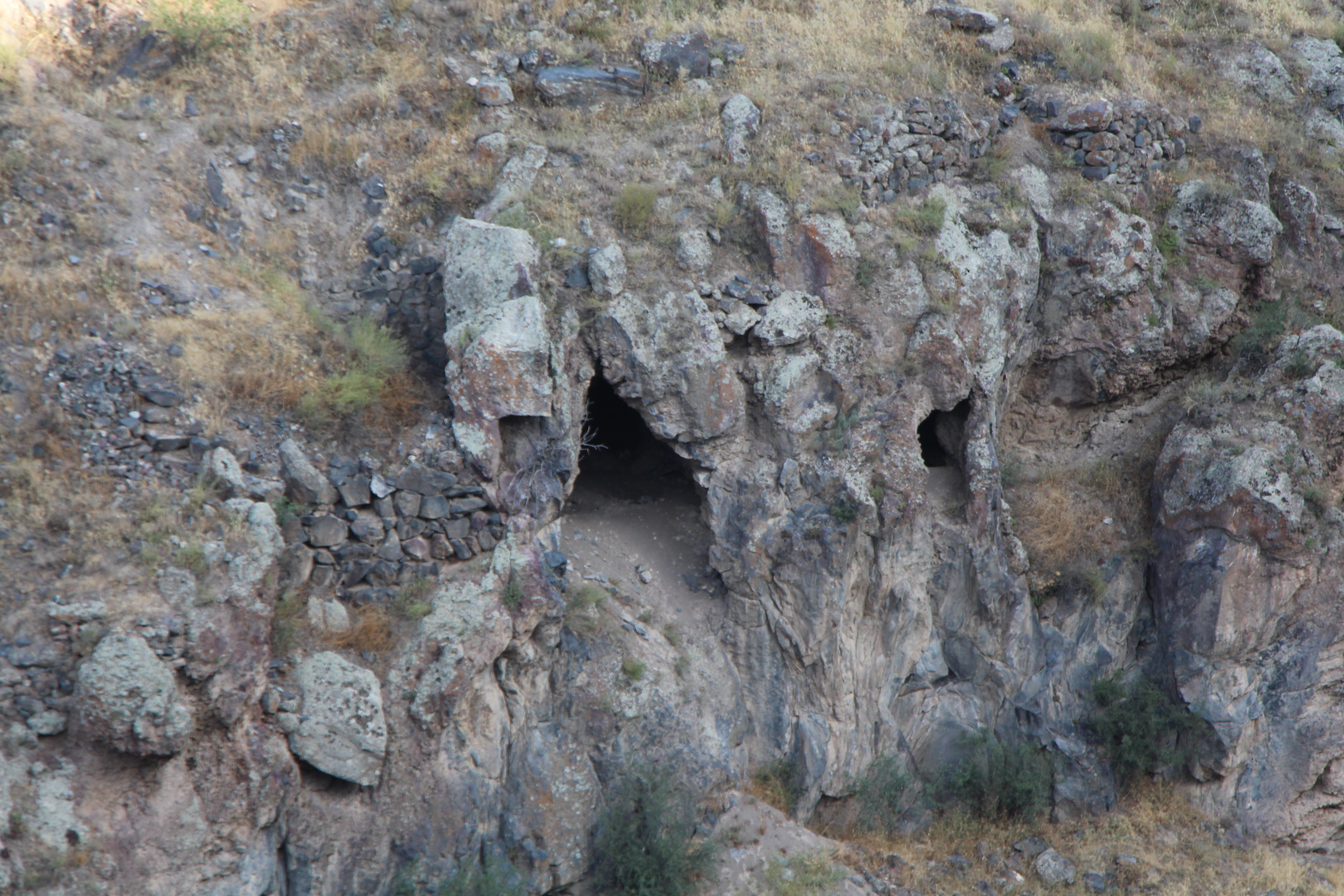
Пещерное поселение
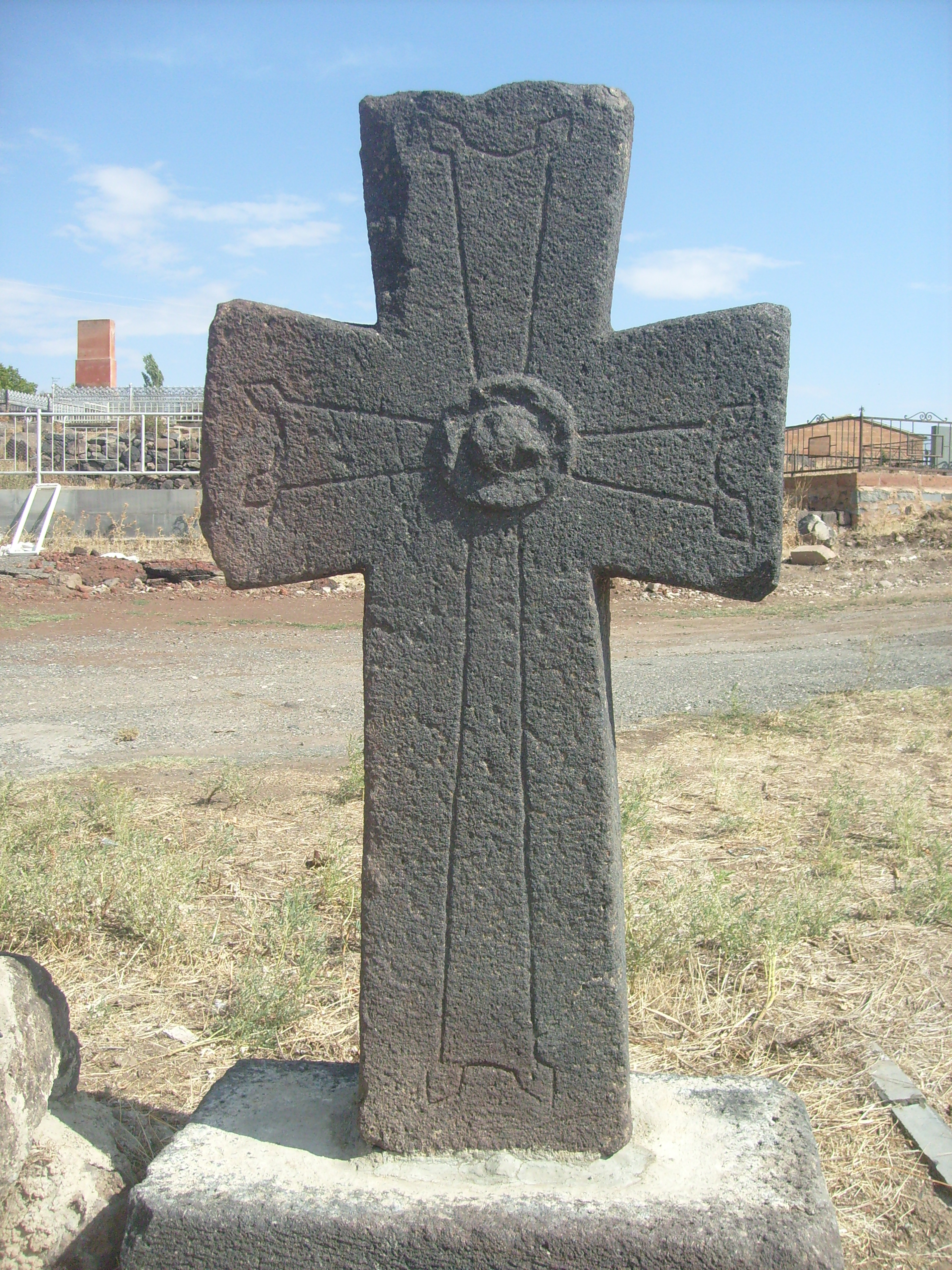
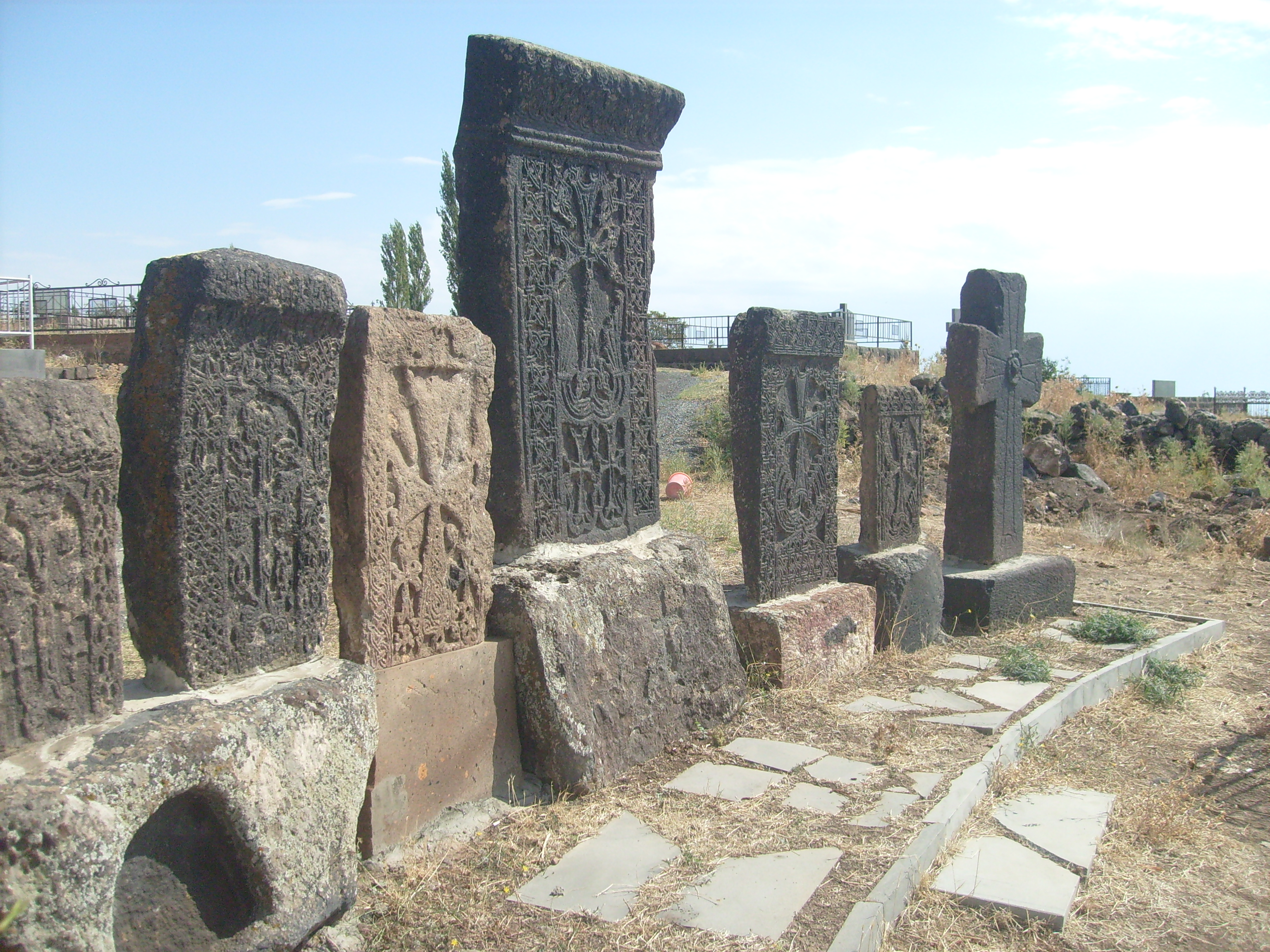
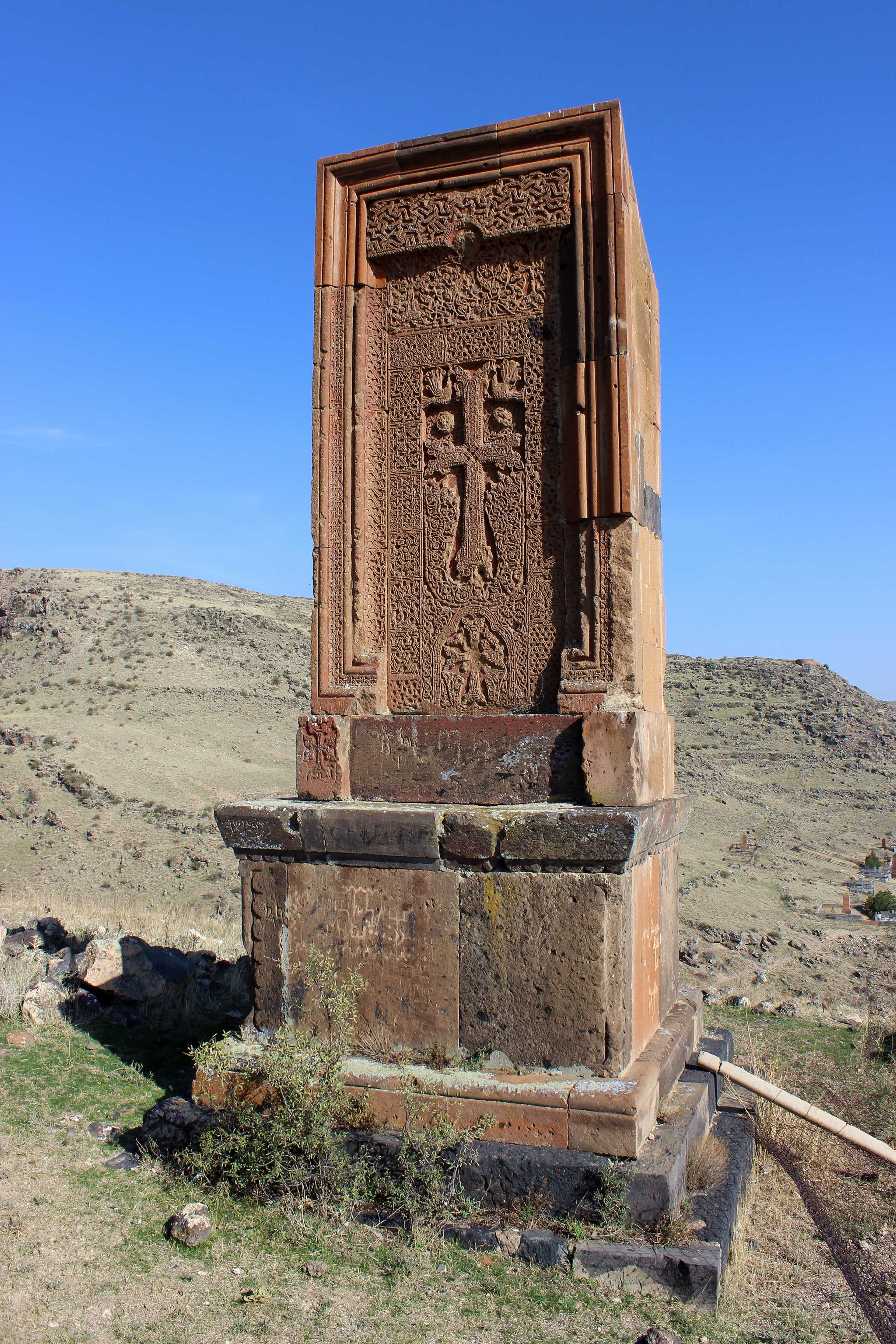
Хачкар (1195г) в честь изгнания сельджуков из гавара
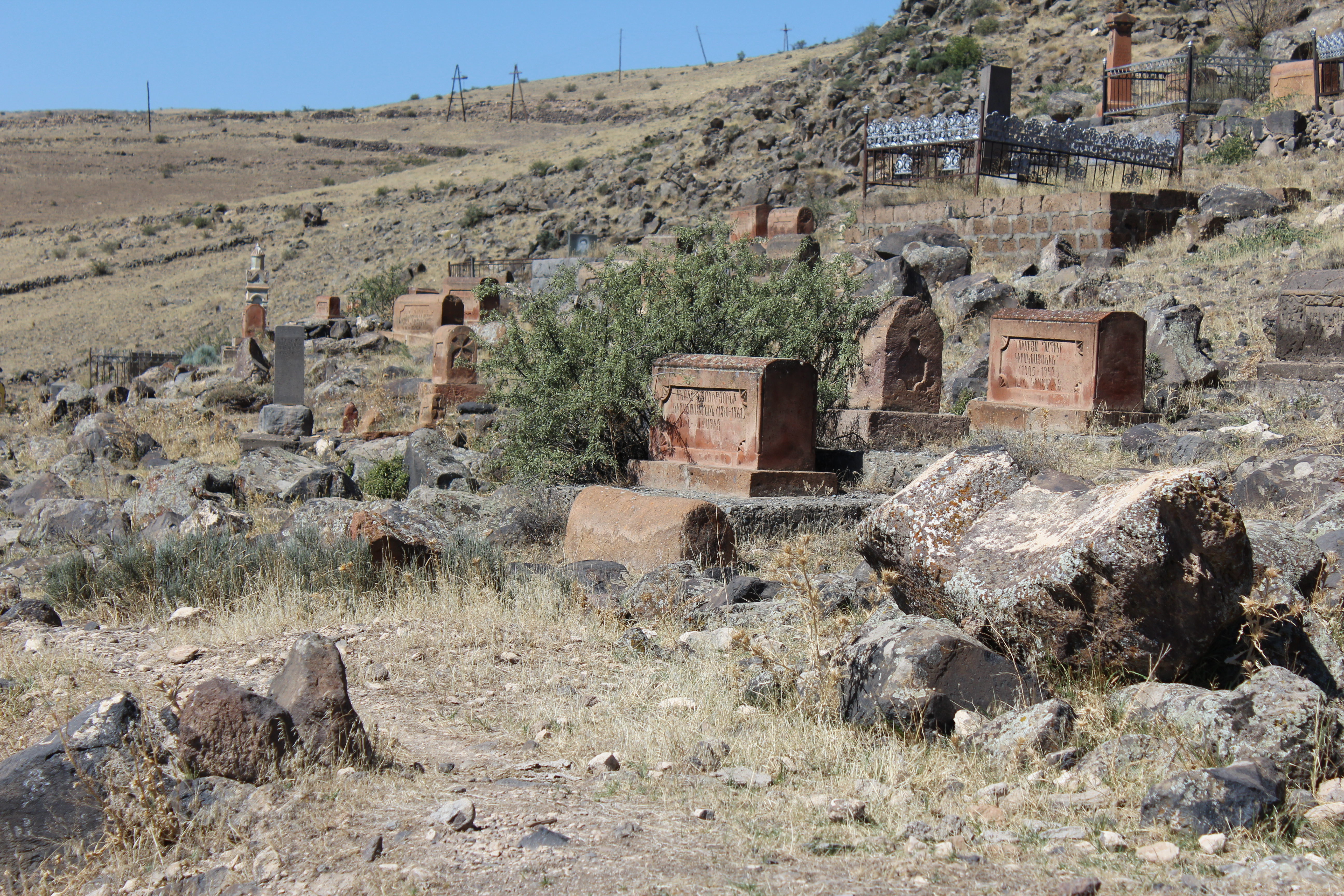